# Ursule et Grelu
Pour plus de détails, voir Fiche technique et Distribution.
Ursule et Grelu est un film franco-italien réalisé par Serge Korber, sorti en 1974.

## Synopsis
C'est l'histoire d'une rencontre fortuite, lors d'un naufrage en méditerranée, entre Grelu, accordéoniste, et Ursule travaillant pour l'armée du salut. Nonobstant le fait que tout les oppose dans leurs personnalités et leurs vies quotidiennes, ils s'éprennent amoureusement l'un de l'autre.

## Fiche technique
- Réalisation : Serge Korber, assisté d'Alain Nauroy
- Scénario : Michel Cournot et Serge Korber d'après le roman Grélu de Léopold Chauveau
- Musique : Alain Goraguer
- Photographie : Jean-Jacques Tarbès
- Montage : Henri Lanoë
- Assistant opérateur : Yves Mirkine
- Production : Raymond Danon
- Société de distribution : Fox-Lira (France), 20th Century Fox
- Pays de production :  France et  Italie
- Genre : comédie
- Année de production : Août 1973
- Date de sortie : 9 janvier 1974

## Distribution
- Annie Girardot : Ursule
- Bernard Fresson : Grelu
- Jean Carmet : Lucien
- Marcel Dalio : le réceptionniste / Philippe / le chef cuisinier
- Patrick Préjean : Jean-Marie, l'étrangleur
- Alfred Adam : le capitaine du paquebot
- Robert Dalban : le commandant du cargo
- Roland Dubillard : Baron
- Jacqueline Doyen : la colonelle de l'Armée du Salut
- Micha Bayard : la maréchale de l'Armée du Salut
- Mario David : Riquet
- Henri Garcin : Aingrain
- Jean Le Poulain : le médecin du paquebot
- Romain Bouteille : l'homme au side-car